# 玉津村 (愛媛県新居郡)
玉津村（たまつむら）は、愛媛県新居郡にあった村。現在の西条市の北東端にあたる。

## 地理
- 海洋 ： 燧灘
- 河川 ： 渦井川、室川

## 歴史
- 1889年（明治22年）12月15日 - 町村制の施行により、朔日市村・下島山村・玉津村・船屋村および新田村の大部分の区域をもって発足。
- 1925年（大正14年）2月11日 - 西条町・大町村・神拝村と合併し、改めて西条町が発足。同日玉津村廃止。